# 3. symfoni (Mahler)
3. symfoni i d-mol af Gustav Mahler. Skrevet mellem 1893 og 1896, revideret udgave 1906.
Symfonien har 6 satser
1. Kräftig. Entschieden
2. Tempo di Menuetto. Sehr mäßig
3. Commodo. Scherzando. Ohne Hast
4. Sehr langsam. Misterioso
5. Lustig im Tempo und keck im Ausdruck
6. Langsam. Ruhevoll. Empfunden

## Tekster
Symfonien indeholder sang. Teksten er gengivet nedenfor

### Fra 4. sats
Teksten stammer fra "Also sprach Zarathustra" af Friedrich Nietzsche. Synges af en solo alt.
```
O Mensch! Gib Acht!
Was spricht die tiefe Mitternacht?
Ich schlief!
Aus tiefem Traum bin ich erwacht!
Die Welt ist tief!
Und tiefer als der Tag gedacht!
O Mensch!
Tief! Tief ist ihr Weh!
Lust tiefer noch als Herzleid!
Weh spricht: Vergeh!
Doch alle Lust will Ewigkeit!
Will tiefe, tiefe Ewigkeit!
```

### Fra 5. sats
Teksten stammer fra "Des Knaben Wunderhorn"

#### Drengekor
```
Bimm-bamm, bimm-bamm usw.
```

#### Kvindekor
```
Es sungen drei Engel einen süßen Gesang
Mit Freuden es selig in dem Himmel klang.
Sie jauchzten auch fröhlich dabei,
Daß Petrus sei von Sünden frei.
Und als der Herr Jesus zu Tische saß,
Mit seinen zwölf Jüngern das Abendmahl aß,
Da sprach der Herr Jesus: Was stehst du denn hier?
Wenn ich dich anseh, so weinest du mir!
```

#### Solo alt
```
Und sollt' ich nicht weinen, du gütiger Gott?
```

#### Kvindekor
```
Du sollst ja nicht weinen! Sollst ja nicht weinen!
```

#### Solo alt
```
Ich hab' übertreten die Zehn Gebot.
Ich gehe und weine ja bitterlich.
```

#### Kvindekor
```
Du sollst ja nicht weinen! Sollst ja nicht weinen!
```

#### Solo alt
```
Ach komm und erbarme dich über mich!
```

#### Kvinde- og Drengekor
```
Hast du denn übertreten die Zehn Gebot,
So fall auf die Kniee und bete zu Gott!
Liebe nur Gott in alle Zeit'
So wirst du erlangen die himmlische Freud'.
Die himmlische Freud' ist eine selige Stadt,
die himmlische Freud', die kein Ende mehr hat!
Die himmlische Freud' war Petro bereit't,
Doch Jesum und Allen zur Seligkeit.
```

## Orkestrering
Mahler var dirigent og havde et intimt kendskab til orkesteret og dets muligheder. I visse af symfonierne (heriblandt den 3. symfoni) er orkesteret så stort at ikke en hvilken som helst koncertsal er i stand til at arrangere en opførelse.

### Mahlers forslag til orkestreringen
Instrumenterne i parentes indikerer at musikerne spiller flere instrumenter; "4 fløjter (2 piccolofløjter)" betyder f.eks. at to af fløjtenisterne spiller piccolofløjte i visse af passagerne.
- 4 fløjter (2 piccolofløjter)
- 4 oboer (1 engelskhorn)
- 3 klarinetter (1 basklarinet)
- 2 Es-klarinetter
- 4 fagotter (1 kontrafagot)
- 8 valdhorn
- 4 trompeter (1 flygelhorn)
- 4 basuner
- 1 tuba
- 2 sæt pauker
- Slagtøj
  - Stortromme
  - Bækner
  - 2 tam tam (høj og lav)
  - Triangel
  - Lilletromme
  - Klokkespil
  - Klokker
- 2 harper
- Strygere
- Solo alt (4. og 5. sats)
- Kvindekor og drengekor (5 sats)